# Jacob de Bie
Jacob de Bie (młodszy) (ur. 1681, zm. 1719) – holenderski dyplomata.
Jego ojcem był Jacob de Bie Starszy (1644-1702) holenderski konsul w Nantes.
Jacob de Bie junior był sekretarzem ambasady holenderskiej w Dreźnie i Warszawie, przy ambasadorze Johanie van Haersolte w latach 1700-11; następnie niderlandzkim rezydentem w Moskwie  w latach 1711–1718.
W roku 1719 został wysłany z misją dyplomatyczną do Szwecji. Wracając jeszcze w tym roku utonął.